# Reppnitz

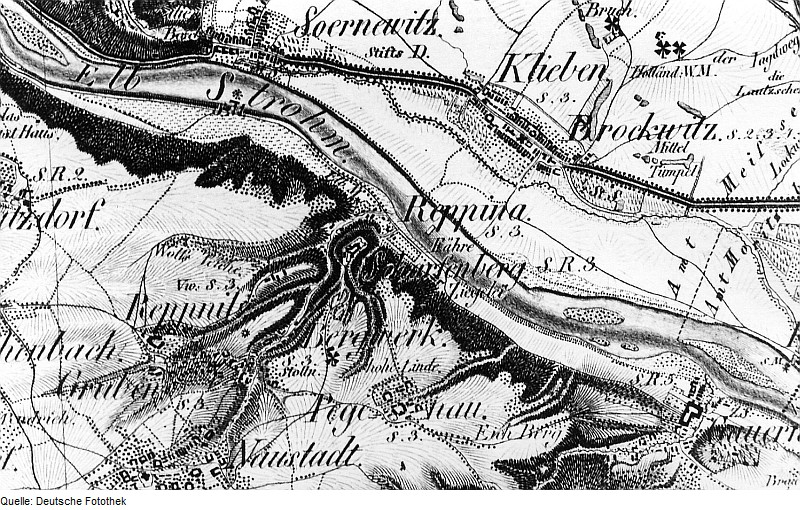
Reppnitz auf einer Karte aus dem 19. Jahrhundert

Reppnitz ist ein zum Ortsteil Scharfenberg gehörendes Dorf in der Gemeinde Klipphausen im Landkreis Meißen, Sachsen.

## Geographie
Reppnitz liegt südöstlich von Meißen im Meißner Hochland, das einen Kilometer weiter nordöstlich steil ins Tal der Elbe abfällt. Das Dorf ist umgeben von Scharfenberg, dem ehemaligen Gruben, im Südosten, Naustadt im Süden, Reichenbach im Westen und Batzdorf im Nordwesten. Zwei Kilometer nordöstlich von Reppnitz, auf der anderen Elbseite, liegt der Coswiger Ortsteil Sörnewitz.

## Geschichte
Erstmals urkundlich erwähnt wurde Reppnitz am 18. Oktober 1227 als „Repniz“ in einer in Latein gehaltenen Urkunde des Meißner Bischofs Bruno II., als er die Dörfer Loschwitz und Reppnitz dem Meißner Domkapitel übertrug. Verwaltet wurde das Dorf vom Erbamt Meißen. Die Grundherrschaft übten die Herren von Schloss Scharfenberg aus. Die um ein seit dem Mittelalter bestehendes Vorwerk herum entstandene Gutssiedlung Reppnitz, auf deren Flur im 18. Jahrhundert die Häuslersiedlung Gruben entstand, verfügte gemeinsam mit dieser im Jahre 1876 über eine insgesamt 220 Hektar große Gutsblockflur. Im 19. Jahrhundert wurde Reppnitz Teil der nach der mittlerweile größeren Siedlung Gruben benannten Landgemeinde. Diese wurde 1920 in Scharfenberg umbenannt und gehört seit dem 1. Januar 1999 zu Klipphausen.

### Einwohnerentwicklung
| Jahr | Einwohner                         |
| ---- | --------------------------------- |
| 1547 | 2 besessene Mann, 9 Häusler       |
| 1764 | mit Gruben 18 Gärtner, 48 Häusler |
| 1834 | 67                                |
| 1871 | 55                                |
| 1890 | 66                                |
| 1910 | siehe Scharfenberg                |